# Пластична кеса
Пластична кеса је врста амбалаже израђена од танке, флексибилне пластичне фолије, неткане тканине и сл. Користи се за држање и транспорт робе попут хране, хемикалија и отпада. Неке пластичне кесе чувају топлоту. Разликују се по дизајну и изгледу и могу имати ручке.
Пластичне кесе обично заузимају мање простора, него кутије. У зависности од конструкције, могу бити погодне за рециклирање, али рециклира се само 1% пластичних кеса, јер је производња вишеструко јефтинија од рециклирања.